# Mentalidad televisiva
«Mentalidad televisiva» es la novena pista de La voz de los '80, álbum debut del histórico grupo chileno Los Prisioneros, editado en 1984.

## Canción
La canción habla sobre cómo la televisión afecta la relación de una pareja, ya que la mujer tiende a dejarse llevarse llevar por los estereotipos masculinos de series, películas y telenovelas. Esto provoca finalmente el quiebre de la relación.
Dado que hacer una crítica abierta a la televisión es un recurso fácil y trillado, la canción lo hace en realidad al televidente que cae en los programas basura y los sigue llegando a grado de creer que la vida real es la que debe amoldarse a los cánones de la televisión. 

Yo no portaba armas de ninguna especie, no daba vueltas autos ni chocaba  motos, tenía corazón y también sesos... tipos como yo son bichos raros para ti, (...) búscate un tipo a la moda y experto en mentir.
Los Prisioneros, «Mentalidad televisiva»

Deja claro entonces que el problema no es la pésima calidad de la televisión sino el televidente.
La crudeza del sonido de esta canción al igual que las demás de la primera producción daban cuenta de que lo más importante para el trío no era precisamente la pulcritud de la interpretación. Sin embargo, contiene un gran solo de guitarra compuesto y ejecutado por Claudio Narea.
Durante el concierto celebrado en el Estadio Nacional el 30 de noviembre de 2001, González cambió la frase «No daba vuelta autos ni chocaba motos» por «No daba vuelta autos ni chocaba aviones», haciendo alusión a los atentados en Nueva York y Washington ocurridos dos meses antes. Esto no aparece ni en el CD (Estadio Nacional) ni en el DVD (Lo estamos pasando muy bien) del recital, ya que se escogió la versión de la canción interpretada en el concierto de la noche siguiente.

## Inspiración
En una entrevista de 2001 que circuló en el -hoy extinto- sitio web oficial de la banda, Jorge González dijo: 

«El gancho de esa canción viene del Festival de Viña del Mar. La característica esa de «Viña es un festival/ música junto al mar», me encantaba. Cuando lo escuché por primera vez me dije que era demasiado bueno.

El resto lo hice a partir de lo que se me ocurría. Como no es en esa canción ni en ninguno de los discos, la historia que se cuenta nunca es inventada.»

## Versiones
Canal Magdalena grabó una versión  para el álbum Tributo a Los Prisioneros (2000).
Otra versión es la de fusión 1984 que tiene una guitarra más desafinada que la versión "nueva" del año 1985 en la edición de "EMI"